# Сарматское море

Сарматское море

Сарматское море — древнее море, существовавшее 14—11 млн лет назад на территории от Паннонского моря до Аральского моря c островами Крым и Кавказ. Сарматское море протянулось от нынешней Вены до подножия Тянь-Шаня и включало в себя современные Чёрное, Азовское, Каспийское и Аральское моря. Сарматское море характеризуется изоляцией от Мирового океана и прогрессирующим опреснением. Сарматское море постепенно сильно опреснилось водами впадающих в него рек, возможно, даже в большей степени, чем современный Каспий. 14,0—10,5 миллионов лет назад Сарматское море является почти замкнутым озером-морем, имевшим затруднённую связь с расположенным южнее Средиземным морем.
По берегам Сарматского моря бродили слоны, мастодонты, жирафы, носороги, олени, крупные свиньи, стада гиппарионов. Около 10 млн лет назад Сарматское море восстанавливает связь с Мировым океаном в районе пролива Босфор. Этот период получил название Меотического моря, которое представляло собой Чёрное и Каспийское моря, связанные северокавказким проливом. 6 млн лет назад Чёрное и Каспийское море разделились. Распад морей отчасти связывают с поднятием гор Кавказа, отчасти с понижением уровня Средиземного моря. 5—4 млн лет назад уровень Чёрного моря вновь повысился и оно вновь слилось с Каспием в Акчагыльское море, которое эволюционирует в Апшеронское море и охватывает Черноморье, Каспий, Арал и заливает территории Туркменистана и нижнего Поволжья.